# Cameron (rivière)
Pour les articles homonymes, voir Cameron.
La rivière Cameron  (anglais : Cameron River) est un cours d’eau du district d'Ashburton dans la région de Canterbury dans l’Île du Sud de la Nouvelle-Zélande. C'est un affluent gauche de la rivière 'Lake Stream', donc un sous-affluent du fleuve le Rakaia.

## Géographie
Elle s’écoule vers le sud-est à partir des pentes de la chaîne du Mont Arrowsmith dans les Alpes du Sud, rejoignant la rivière « Lake Stream » juste au nord de l'exutoire du lac Heron. Le fleuve Ashburton, plus long, s’écoule à peu près parallèlement à la rivière Cameron, à quelque 3 km vers le sud-ouest.

## Affluents
La Cameron a sept affluents référencés sur LINZ :
- Lochaber Stream (rg[note 2]),
- Spean Stream (rd),
- Lochiel Stream (rg),
- Strone Stream (rg)
- Polhill Stream (rg)
- Big Gully (rd),
- Lawsley Stream (rg),